# موستکوویتسه
موستکوویتسه (به چکی: Mostkovice) یک منطقهٔ مسکونی در جمهوری چک است که در ناحیه پروستییوو واقع شده‌است.
 موستکوویتسه ۸٫۳۳ کیلومتر مربع مساحت و ۱٬۳۴۹ نفر جمعیت دارد و ۲۵۳ متر بالاتر از سطح دریا واقع شده‌است.